# Iso Urakkalampi (sjö i Kittilä, Lappland, Finland)
Iso Urakkalampi eller Urakkalampi är en sjö i Finland. Den ligger i kommunen Kittilä i landskapet Lappland, i den norra delen av landet, 800 km norr om huvudstaden Helsingfors. Iso Urakkalampi ligger 196,8 meter över havet. Arean är 4,1 hektar och strandlinjen är 0,86 kilometer lång. Sjön  ingår i Kemi älvs huvudavrinningsområde. 